# Irmãos Ray
Ricky Ray (Fort Myers, 28 de janeiro de 1977 – Orlando, 13 de dezembro de 1992), Robert D. Ray (Arcadia, 27 de janeiro de 1978 – São Petersburgo, 20 de outubro de 2000) e Randy Ray (Arcadia, 3 de junho de 1979 - Orlando, 18 de maio de 2023) foram três irmãos hemofílicos diagnosticados com HIV em 1986. A cobertura da mídia que se seguiu ao incêndio criminoso de sua casa e o ativismo da família Ray foram considerados eventos importantes na história da Síndrome da Imunodeficiência Adquirida nos Estados Unidos da América.

## Biografia
Nascidos em Arcadia, Flórida, filhos de Louise e Clifford Ray, eles estiveram numa ação perante uma corte federal contra o Conselho Escolar do Condado de De Soto para permitir a sua frequência à escola. Ainda que os Rays tivessem obtido vitória no campo jurídico, uma semana após a decisão em 1987, a casa da família foi incendiada, forçando a família a deixar a cidade.
Ricky Ray morreu em 1992, aos 15 anos. Antes de morrer, ele fizera planos de se casar com a namorada de 17 anos; contudo, um juiz impediu o casamento em função da idade de Ricky. Robert tinha 22 quando morreu, em 2000. Logo após, o pai dos três, Clifford Ray, tentou suicídio mas não conseguiu. Randy Ray viveu  em Orlando, Flórida, cuidando de sua doença através de medicação. Faleceu em 18 de maio de 2023, aos 43 anos, após um declínio em sua saúde.